# 第三者罰
第三者罰（だいさんしゃばつ 英：Third-party punishment）とは、違反者（第一者）に対する罰に関して、違反の被害者（第二者）によってではなく、両者と直接関係にない第三者によって行われる罰である。自らの利益ではなく第二者（被害者）の利益に配慮して罰を下しているため、利他的な罰（りたてきなばつ 英：altruistic punishment）ともいう。
第三者罰は、ヒト特有の行動で進化の過程で獲得されたと考えられており、第二者による処罰とは異なり進化的に安定しているため、社会規範の本質であると主張されてきた。また、第三者罰の大きさには大きな差があるものの、すべての集団で第三者罰が行われていることや、コストのかかる罰と利他的な行動が共存していることも示されている。そしてグループ内とグループ間の利他的な罰の違いも観察されている。

## 実験的根拠
実験経済学では、分配と協力の規範に関する第二者罰の研究に関する一般的な実験として、独裁者ゲームや囚人のジレンマゲームがある。これらのゲームは、いくつかの修正を加えて、分配と協力規範に関する第三者罰の研究にも効果的に用いられている。

### 第三者独裁者ゲーム
第三者独裁者ゲーム(TP-DG)については、独裁者と受容者の間で罰を与えるオプションを持つ第三者を含むように変更された。独裁者には100の寄付金が与えられ、そのうちの任意の部分を受容者と共有することができる。第三者観察者はまた、独裁者を罰するために費やすことができる50の寄付金を与えられた。もし私利私欲が意思決定の原動力であるならば、独裁者は自身の寄付金を一切寄付しないことを選択し、第三者観察者は独裁者を罰するために自身の寄付金を一切使わないことを選択することになる。しかし、第三者観察者の約60％の人々は、寄付額の半分以下の寄付をした独裁者を罰することを選択した。
第三者独裁者ゲームのバリエーションでは、第三者観察者は、独裁者を罰するために寄付金の一部を支出するか、寄付金の一部を受容者に補償するために支出するかを選択することができた。第三者観察者の約40％の人々が両方を選択したが、32％の人々が独裁者を補償し、約6％の人々が罰することだけを選択した。このことは、第三者独裁者ゲームでは、申し出が不公平であると認識された場合には、罰よりも補償の方が好まれることを示している。また、第三者罰は不利益を受けた人に正義を与え、期待される社会規範に違反した人を叱責したいという願望によって動機づけられている可能性を示唆している。

### 第三者囚人のジレンマ
第三者囚人のジレンマ(TP-PD)については、協力するか非協力するかを選択する2人のプレイヤーに加えて、第三者観察者がプレイヤーを罰するかどうかを選択できるようにゲームが修正された。このゲームのペイオフは、プレイヤーが非協力した場合に最も得をするようなものであるが、両方のプレイヤーが非協力することを選択した場合、そのペイオフは協力した場合よりも少なくなる。観察者は、その後、協力よりも自己利益を優先させることを選んだ非協力者を罰するために、自身の財産から支出することを選択することができる。これまでの理論から、他の人が協力する確率が十分に大きければ、被験者は喜んで協力すると結論づけることが可能である。繰り返しになるが、もし自己利益がこれらのプレイヤーの意思決定者であったならば、どちらも協力することを選ぶことはなく、観察者もまた、自分の全財産を維持し、罰則を与えないことを選ぶとされる。しかし、観察者の約45.8％の人々は、非協力者が協力者とペアになった場合には罰を与えることを選択し、20.8％の人々は両方のプレイヤーが非協力であった場合には罰を与えることを選択した。注目すべきは、一方が非協力であった場合の罰の大きさの方がはるかに大きかったことである。

### 第二者罰と第三者罰
分配規範違反（独裁者ゲーム）について、半分以下の分配を選択した独裁者に対しては、第二者罰が第三者罰よりも一貫して高いことが示されている。罰は第三者の条件において、独裁者が半分以下の寄付をしても利益を得ることができるが、第二当事者の条件においては利益を得ることができないようなものであった。贈与のレベルが半分よりも高い場合には、第二者条件でも第三者条件でも罰のレベルは一貫して低かった。
協力規範違反（囚人のジレンマ）については、非協力者に対する第二者罰の方が第三者罰よりも一貫して高いことが示された。第三者の条件では非協力者は利益を得ることができても、第二者の条件では利益を得ることができないような罰則であった。協力者に対する処罰は、両条件とも無視できる程度のものであった。

## 進化と神経基盤
現在の進化モデルでは、人間の利他主義は、集団間の対立の中で集団が選択的に（文化的または生物学的に）絶滅することによって進化したとされている。しかし、グループ間の利他主義や規範の証拠もある。いくつかのモデルでは、「フリーライダー」（協力しない人）の第三者罰が、協力的な形質に対する個人の選択による集団協力の増加につながることを示唆している。
被験者を他のプレイヤーと第二者信頼ゲームをしているときに脳をPETスキャンで調べたところ、罰を与えたときに、背側線条体という目標に向かった行動の結果としての報酬の処理に関連する脳の領域が活性化されることが示された。また、背側線条体の活性化が強い人は、規範違反者を罰するために、より大きなコストをかけることを厭わないことが示された。このことは、規範違反者に罰を与えた人は、その行為から満足感を得ていたことを示唆している。
また、第三者罰の検討にFMRIが利用されている。被験者は脳のスキャン中に第三者独裁ゲームに第二の当事者として、あるいは第三の当事者、観察者として参加した。報酬に関連する脳領域である側坐核は、第二者罰と第三者罰の両方の条件で罰に関連した活性化を示した。全体的な活性化のパターンは2つの条件の間で一貫していたが、第二当事者の受容者では活性化がより強くなっていた。このことは、第二者罰と第三者罰の決定には共通の神経基盤があることを示唆している。

## 異文化のバリエーション
利他的な罰は多くの調査対象集団に存在することが示されているが、大きなばらつきがあることも示されている。15の異なる集団から収集したデータによると、第三者独裁ゲームに参加した場合、すべての社会で、独裁者の申し出が50％に近づくにつれて、罰の頻度が減少していることが示された。しかし、独裁者を罰するために、観測者がどれだけの財産を支払うかについては、それぞれの社会の間で大きな差があった。これらの差異は経済的・人口統計学的変数に起因するものではなかった。また、刑罰の程度が高い社会では、より利他的な行動が見られることも判明している。他の研究では、大規模で複雑な社会の人々は、小規模な社会の人々よりも有意に多くの第三者的な罰を受けていることが示唆されている。

## 性差と年齢差

### 性差
女性は、独裁者ゲームにおいて、独裁者を罰するための申し出を受け入れる可能性が男性よりも高いことがわかっている。これは第二者罰の実験で見られたが、第三者罰を検討した研究では観察されなかった。
第三者罰を研究した模擬裁判実験では、模擬陪審員に女性が多い方が有罪になる可能性が高かった。男性は、女性よりも被告人の魅力に影響されやすかった。

### 年齢差
第三者罰行動には、年齢層間で有意な差がある。第三者独裁者ゲームでの第二者罰や第三者罰の決定において、8歳児は、不公平な結果に基づいて処罰を行い、行為者の意図を考慮しなかった。思春期の子どもたちは、第二者罰では結果と意図を統合したが、第三者罰では統合しなかった。大人は、第二者罰と第三者罰の両方について、結果と意図を統合した。このことは、第三者罰の決定がどのように行われるかについての発達の違いを示している。

## 性格
第三者罰と関連のあるビッグファイブ性格特性は、特に協調性が相関しており、そのスコアが低い人ほど違反者に対する怒りや罰を与えたいという欲求が強かった。また、彼らは違反者はより多くの賠償金を支払うべきだと感じており、違反者を罰するために少なくとも何かを支払うことになっても大きな意欲を示していた。
他の特性では外向性が低い（内向性が高い）人ほど違反者を罰したいという欲求が高いことも示唆していた。そして、誠実性は他の尺度とは相関しなかったが、違反者に対する怒りが予測された。
また、第三者罰を行う人物は、他者と協力的な傾向にあって信頼感を持たれやすい一方で、親しみにくい印象も抱かれやすい。

## 偏狭な利他主義
偏狭な利他主義とは、自分の社会集団のメンバーに優先的に向けられる利他主義のことである。この効果を調べるために、パプアニューギニアの2つの先住民グループ間で行われた第三者独裁ゲームの結果を調べた研究がある。ゲームには4つの条件があり、プレイヤーA(独裁者)、B(受容者)、C(観察者)はすべて同じグループから、AとBだけが同じグループから、AとCだけが同じグループから、BとCだけが同じグループから、という条件で行われた。現在の行動理論では、規範はグループ内の相互作用から発生するものであり、したがって、部外者は規範に従わず、規範によって強制される利他的な行動からも利益を得ないとしている。したがって、この理論では、ABC処理条件以外では罰は発生しないと予測される。しかし、4つの条件のいずれにおいても罰は定性的に類似していることが明らかになり、平等主義的な共有規範が集団内にも集団間にも存在することが示唆された。
また、4つの条件では、すべての条件で平等主義的な共有規範が示されていたが、ABCとBCの条件では、刑罰がはるかに高いことが観察された。このことは、第三者観察者が自分と同じグループに属している場合には、被害者がより保護されることを示唆している。また、独裁者は、第三者観察者が被害者と同じグループに属している場合には、より厳しい処罰を期待していることがわかった。また、AとBのメンバーが同じグループでは異動率が高く、AとCのメンバーが同じグループでは異動率が低いことがわかり、独裁者は自分のグループの第三者観察者に寛大さを期待していたことが示唆された。